# Риека
 Тази статия е за града.  За италианския кораб вижте Фиуме (крайцер).  
Риека (на хърватски: Rijeka, в превод „река“; на италиански: Fiume) е град в западната част на Хърватия. Населението му наброява 108 622 души през 2021 г., образува метрополен регион с население от 219 325 души. Това го прави третия по големина град в страната. Тук е главното хърватско пристанище.

## История
Основното население от 7-8 век до днес са хърватите. Градът е основан от римляните или дори по-рано. Първите писмени сведения се появяват в началото на 13 век за 2 селища, разположени по бреговете на река Риечина: на левия Търсат и на десния Риека. През 18 век по течението на реката под Търсат се оформя друго селище – Сушак, като последното заедно с Търсат през 1947 г. са присъединени към Риека. До началото на 20 век градът е по-известен с италианското си име Фиуме, което също означава „река“ на италиански.
Стратегическо разположение на Риека като пристанище – входна врата към Средна Европа, го прави примамлива цел за много владетели и през вековете е имал доста често сменящи се управници – австрийци, французи, унгарци, италианци, чак до 1947 г., когато градът е върнат на Хърватия в рамките на бивша Югославия.
Днес Риека е търговско-промишлен център с голямо културно-историческо наследство. Пристанището е свързано с автомагистрала и железопътна линия през столицата Загреб с важни градове от Средна Европа – Виена, Будапеща, други столици и градове държавите от Европейския съюз. В града са най-големите корабостроителница и нефтена рафинерия на Хърватия.
През 1438 г. в Риека е построена първата болница в страната, през 1627 г. – първата гимназия, а през 1747 г. пощенска карета свързва Риека с Триест и Виена. През 1754 г. започва работа рафинерия за захар, а през 1821 г. – хартиена фабрика. През 1852 г. заработва газова работилница и нощем градът е осветен от 226 газени фенера, през 1873 г. железницата стига до Риека, през 1882 г. е изградена петролна рафинерия, през 1885 г. светва първата електрическа крушка в града, а през 1899 г. тръгва електрически трамвай.

## Културни забележителности
Риека е богата с доста културно-архитектурни забележителности.
Църквата „Св. Йеролим“ е строена от 1315 до 1408 г. в готическа архитектура. След земетресение през 1750 г. е обновена в бароков стил. Църквата „Св. Вит“ – покровител на града, е построена през 1638 г.
Губернаторският дворец е изграден в стила на късния ренесанс, а дворецът „Комуна“ – старият градски съвет, е здание и средище на обществения живот от 1532 г. до 1838 г. Градската кула с часовник е от 1873 г.
Над града се намира средновековната крепост „Търсат“ с църквата „Майка Божия“ и селище, криещо много тайни и ценни паметници.
Други често посещавани от туристите забележителности са Ядранският дворец, Дворецът Модело, Хърватският национален театър „Иван Зайц“.
Риека е неразривно свързана с най-печелившата индустрия в Хърватска – туризма. Още през 18 век благородници, търговци, земевладелци и висши чиновници от Австрийската империя имат своите морски вили в селищата на юг и север от града.

## Спорт
Представителният футболен отбор на града носи името ХНК Риека.

## Личности
Родени
- Марин Босиочич (р. 1988), хърватски шахматист
- Джовани Варлиен (1911 – 1990), италиански футболист и треньор
- Яков Фак (р. 1987), хърватско-словенски биатлонист

Починали
- Муртеза Пеза (1919 – 1981), югославски партизанин и албански писател

## Побратимени градове
- Бургас, България[1]